# Крещенский (Ямское сельское поселение)
Крещенский — посёлок в Болховском районе Орловской области. Входит в состав Ямского сельского поселения. Население — 5 чел. (2010).

## География
Посёлок расположен в центральной части Среднерусской возвышенности в лесостепной зоне и находится возле Зубаревского водохранилища. 
Часовой пояс
Посёлок Крещенский, как и вся Орловская область, находится в часовой зоне МСК (московское время). Смещение применяемого времени относительно UTC составляет +3:00.
Климат
близок к умеренно-холодному, количество осадков является значительным, с осадками в засушливый месяц. Среднегодовая норма осадков — 627 мм. Среднегодовая температура воздуха в Болховском районе — 5,1 °C.

## Население
| 2010 |
| ---- |
| 5    |

Возрастной состав
По данным администрации Ямского сельского поселения, опубликованным в 2017—2018 гг., в посёлке проживают 5 жителей, среди них 0 человек до 16 лет, 2 человека от 16 до 29 лет, 2 человека от 29 до 55 лет, 1 человек старше трудоспособного возраста.
Национальный состав
Согласно результатам переписи 2002 года, в национальной структуре населения
русские составляли 100 % от общей численности населения в 10 жителей.

## Инфраструктура
Было развито сельское хозяйство.

## Транспорт
Просёлочные дороги.